# Єврейський музей Менделе Мойхера Сфоріма

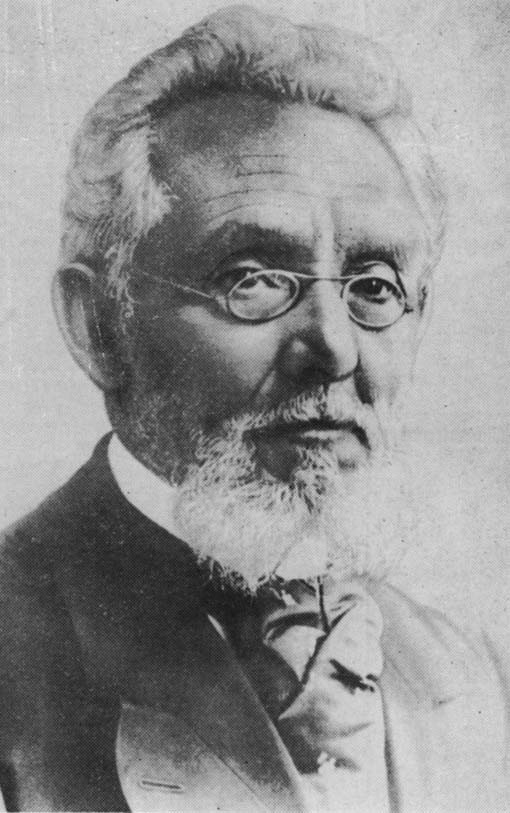
Портрет письменника, на честь котрого було названо єврейський музей в Одесі

Всеукраїнський музей єврейської культури імені Менделе Мойхер Сфоріма в Одесі (1927—1934, 1940—1941) — перший музей єврейської культури в Україні, один з небагатьох радянських музеїв, колекції котрого широко відображали єврейську культурну спадщину. Музей було відкрито в Одесі 6 листопада 1927 року та названо на честь видатного єврейського письменника Менделе Мойхера Сфоріма.  

## Історія
Музей виник під впливом тогочасної радянської політичної кампанії «коренізації», яка повинна була усунути національні протиріччя в поліетнічній державі. Відповідно, майбутній музей єврейської культури повинен був мати певне ідеологічне забарвлення.
Музей було засновано 6 листопада 1927 року у двоповерховій будівлі з численними залами та площею за адресою: Одеса, вулиця Бебеля, 2.
Організацією єврейського музею займався художник П.Сєгал, але за місяць до відкриття його було замінено Б.Рубштейном, котрий офіційно став першим директором. Останній мав досвід викладацької та редакторської роботи, що позитивно вплинуло на формування та розвиток музейних фондів. Так, Б.Рубштейном було організовано декілька експедицій до різних міст України в пошуках єврейських артефактів, з цією ж метою музейною командою активно вивчалися бібліотеки та синагоги південно-західної України.
Всеукраїнський музей єврейської культури існував за кошти міського бюджету.
Окрім  Б.Рубштейна, директорами музею з 1931 р. були: А. І. Воробейчик, І. І. Слезберг, Мердер, М. Г. Попугайло, М. І. Камінкер, М. М. Шперлінг, Б. С. Мардер. З огляду на незначну кількість збережених і виявлених документів з історії Музею, його діяльність в цілому та внесок кожного його співробітника у поповнення музейних фондів та створення експозиції є недостатньо вивченою й оціненою.
У 1933 р. експозиційні та фондові приміщення музею були зменшені через розміщення у будинку дитячого садка. В червні 1934 р. музей було зачинено. А в серпні 1940 р. діяльність музею було поновлено, з подальшим остаточним закриттям у 1941 р.

## Колекція
Музейні експонати надходили до музею різними шляхами: передача з інших музеїв (Москва, Ленінград), посередництво т.з. «гуртків друзів» музею; власні експедиції та збір матеріалів; приватні громадянські внески.
На 1 січня 1928 р. в музеї налічувалося — 8 тис. експонатів, через рік — 15 тис., в 1933 р. — більш ніж 25 тис., а в 1937 р. — більш як 30 тис.
Така значна кількість експонатів дозволяла мати чотири музейні відділи: історичний, антирелігійний, театрально-художній та літературний.
В цьому контексті потрібно згадати ряд унікальних колекцій, серед котрих були етнографічні матеріали, представлені в вигляді студентських замальовок з містечок Поділля, фотоматеріали єврейських родин з багатьох куточків світу, театральні афіші та костюми, різноманітна релігійно-синагогальна атрибутика. Колекція музею містила цікаву і багату добірку творів живопису визначних митців, зокрема, М.Шагала, А.Тишлера, Н.Альтмана, Б.Крюкова, С.Кишинівського, А.Нюренберга, Н.Рибака, А.Манєвича, И.Пайвеля, Я.Каган-Шабшая.
Окреме вагоме місце музею було виокремлено для меморіального залу, присвяченого Менделю Мойхер-Сфоріму. В експозиції були представлені особисті речі, документи, книги та зображення письменника, меблі та предмети побуту родини Менделе Мойхер Сфоріма.

## Подальша доля колекції

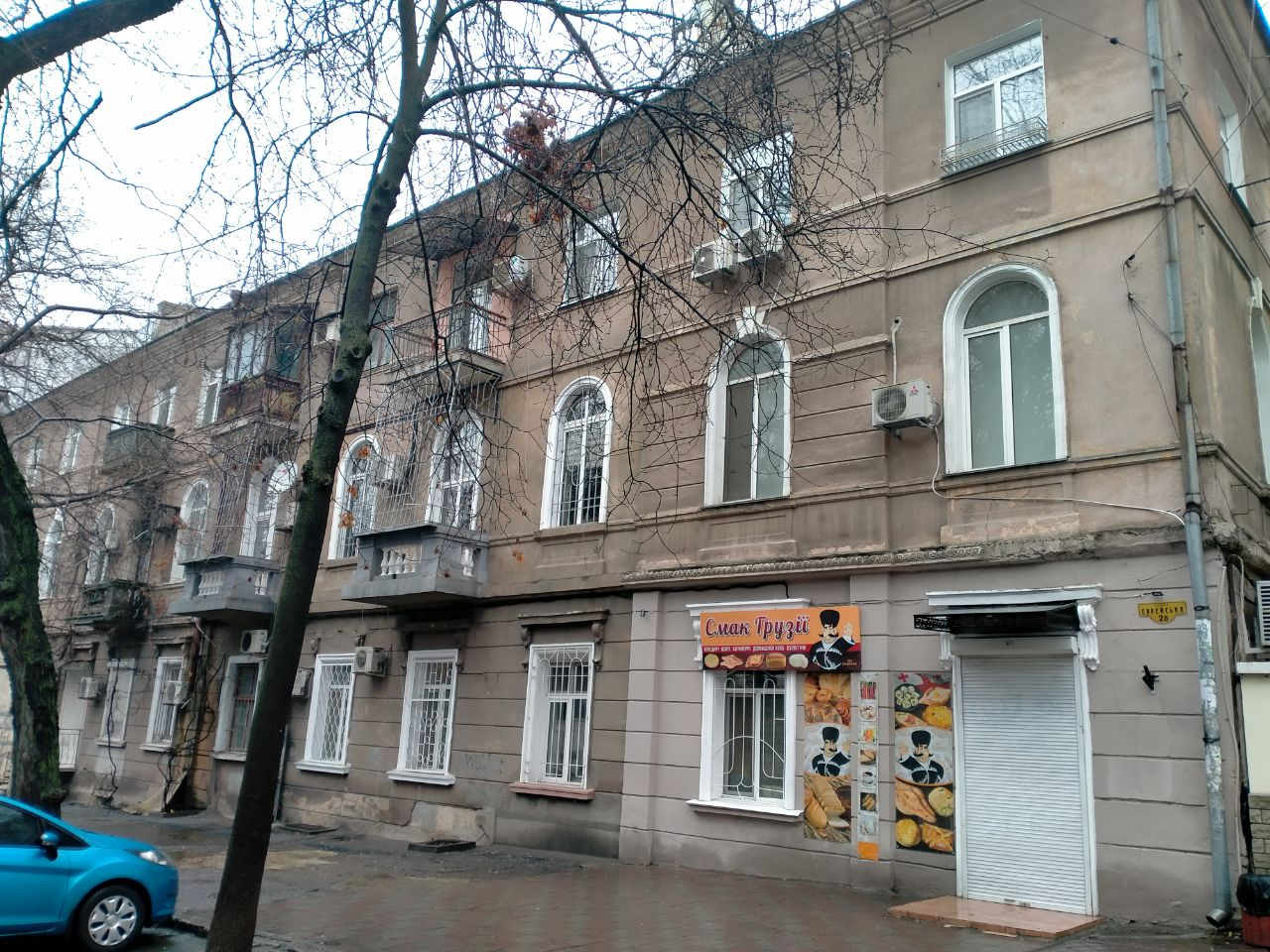
Сучасний вигляд будівлі колишнього музею. Теперішня вул. Єврейська, 2а.

Період Другої світової  війни не сприяв цілісному збереженню колекції, навпаки — більш заплутав долю багатьох унікальних єврейських артефактів. У 1952 році частину колекції в кількості 230 експонатів знаходять в Одеському археологічному музеї, але в порівнянні з довоєнними описами відчувалась помітна різниця — невідповідна кількість предметів, плутанина в інвентарній документації та ящиках схову.
8 січня 1952 року створена комісія для перевірки експонатів Музею єврейської культури. В склад комісії увійшли три співробітники Археологічного музею, один представник Музею оборони м. Одеси та два чиновники. Через місяць роботи в умовах повної таємності комісія винесла вердикт передати унікальну колекцію до Госбанку, тобто фактично на знищення. Однак 19 лютого 1952 року надійшла урядова телеграма про скасування цього рішення та створення нової комісії. Колекція музею, хоч і в неповному складі була направлена до Державного історичного музею Києва. У 1991 році в Музеї історичних коштовностей УРСР була знайдена унікальна історична колекція предметів іудаїки, яка тепер зберігається та експонується в Скарбниці Національного музею історії України.